# Antônio Mazzarotto
Dom Antônio Mazarotto (Curitiba, 1 de setembro de 1890 — Ponta Grossa, 15 de julho de 1980) foi um sacerdote católico brasileiro, bispo de Ponta Grossa de 1929 a 1965.